# Calybites quadrisignella
Calybites quadrisignella là một loài bướm đêm thuộc họ Gracillariidae. Nó được tìm thấy ở Ba Lan và Đức to Ý, Hungary và România, cũng như Nga.
Ấu trùng ăn Rhamnus catharticus, Rhamnus frangula, Rhamnus imeritinus và Rhamnus saxatilis tinctorius. Chúng ăn lá nơi chúng làm tổ.